# Terre Rouge
Terre Rouge är en ort i Mauritius.   Den ligger i distriktet Pamplemousses, i den västra delen av landet, 5 km nordost om huvudstaden Port Louis. Terre Rouge ligger 40 meter över havet och antalet invånare är 9 566. Den ligger på ön Mauritius.
Terrängen runt Terre Rouge är platt åt nordväst, men åt sydost är den kuperad. Havet är nära Terre Rouge åt nordväst. Runt Terre Rouge är det tätbefolkat, med 709 invånare per kvadratkilometer. Närmaste större samhälle är Port Louis, 4,8 km sydväst om Terre Rouge. Omgivningarna runt Terre Rouge är en mosaik av jordbruksmark och naturlig växtlighet.